# 31838 Angelarob
31838 Angelarob è un asteroide della fascia principale. Scoperto nel 2000, presenta un'orbita caratterizzata da un semiasse maggiore pari a 2,3972886 UA e da un'eccentricità di 0,1197430, inclinata di 5,80778° rispetto all'eclittica.